# Inferno (Anna Tatangelo)
Inferno è un singolo della cantante italiana Anna Tatangelo, pubblicato il 16 maggio 2025.

## Descrizione
Il brano, scritto da Alessio Buongiorno, Valeria Palmitessa, Viviana Colombo e Umberto Odoguardi, è prodotto da Itsmemario e Junior K.

## Video musicale
Il video musicale, diretto da Filiberto Signorello, è stato pubblicato il 19 maggio 2025 attraverso il canale YouTube della cantante.

## Tracce
Testi di Alessio Buongiorno, Valeria Palmitessa, Viviana Colombo e Umberto Odoguardi, musiche di Alessandro Gemelli, Alessio Buongiorno, Mario Meli, Valeria Palmitessa, Viviana Colombo e Umberto Odoguardi.
1. Inferno – 2:49
2. Inferno (Club Edit) – 2:51